# Roger de Beler
Roger (de) Beler (ou Belers), né à une date inconnue au XIIIe siècle et mort assassiné le 19 janvier 1326, est un chevalier, juge et officiel anglais au sein de l'administration du roi Édouard II.

## Biographie

### Origines et premiers services
Roger de Beler est issu d'une petite famille de la gentry. Il est le fils d'un certain William de Beler et de son épouse Amice. On ignore le rang de sa famille dans le système féodal, mais on sait tout de même que son grand-père paternel Roger de Beler a été shérif du Lincolnshire de 1255 à 1256. Son éducation et le début de carrière sont totalement méconnus. La première mention à son sujet date de 1316, lorsqu'une licence qu'il obtient lui permet d'accorder un droit de pose à Kirkby-by-Melton, dans le Leicestershire, au gardien et aux aumôniers de l'église paroissiale de Saint-Pierre, à condition que ces derniers rendent des services religieux pour le salut de son âme, de celle de son épouse Alice, de ses parents et de ses autres ancêtres. L'année suivante, Roger commence à étendre son influence locale en acquérant des possessions à Kirkby-by-Melton.
Roger de Beler appartient à la suite de Thomas de Lancastre, 2e comte de Lancastre, qui le nomme comme son représentant au Parlement d'York en octobre 1318. Ce faisant, Roger parvient, en vertu du traité de Leake, à être gracié par le roi Édouard II pour certaines infractions qu'il aurait commises. Peu de temps après, il reçoit une concession de terres dans le Leicestershire en récompense de services rendus au roi. En décembre 1318, il est également juge pour la couronne lors de procès de shérifs et d'autres agents royaux accusés d'oppression dans le Buckinghamshire, le Bedfordshire et le Northamptonshire. Au cours des années qui suivent, il continue d'exercer sa fonction de juge : ainsi, il examine l'administration appliquée par les fonctionnaires royaux et, à certaines occasions, officie en tant que juge en cour d'assises. Malgré son apparent éloignement du comte de Lancastre, Roger reste en bons termes avec lui, puisqu'en mai 1319, il sert comme bailli et intendant de Lancastre à Stapleford dans le Leicestershire, et dans d'autres propriétés appartenant au comte.

### Au sein de l'administration royale
Roger de Beler n'entretient plus aucune relation avec Thomas de Lancastre lorsque ce dernier est exécuté sur ordre du roi en mars 1322 après une rébellion infructueuse. Déjà, en juin 1321, il a été libéré de plusieurs dettes qu'il avait contractées avec la couronne et, après l'exécution du comte, il prend en charge l'administration de certaines de ses possessions dans le Staffordshire, le Derbyshire et le Leicestershire jusqu'en mai 1322. À cette même période, il est autorisé à confisquer les terres des partisans de Lancastre. Bien qu'il doive plus tard céder ces propriétés à d'autres administrateurs nommés par le roi, Beler semble s'être considérablement enrichi entre mars 1322 et juillet 1323. Grâce à son immense fortune, Roger officie dès 1321 comme prêteur d'argent et, en 1324, se trouve en mesure de prêter la somme impressionnante de 300 livres. Par ailleurs, il condamne plusieurs rebelles ayant pillé les terres du comte de Winchester et, en mars 1323, est chargé de recapturer William Trussell, qui s'est évadé du château de Scarborough. En 1324, il condamne les instigateurs d'une émeute à Rochester.
Une partie des possessions de Thomas de Lancastre a été attribuée par Édouard II à son favori Hugues le Despenser, avec qui Roger de Beler travaille étroitement. Cette collaboration se trouve rapidement récompensée, puisque le 20 juillet 1322, Beler est nommé baron de l'Échiquier, un haut poste qui lui permet d'avoir accès aux finances royales, et, le jour suivant, Despenser le désigne comme son clerc. Ses fonctions à l'Échiquier lui permettent de gagner rapidement en importance : il est ainsi convoqué au Parlement en janvier 1324 et en novembre 1325. Au début de l'année 1324, il envisage de réformer l'Échiquier et de le diviser entre le Nord et le Sud de l'Angleterre, en prenant en charge l'administration du Sud, plus riche, tandis que Walter Norwich doit prendre en charge l'administration des comtés plus pauvres situés au Nord de la Trent. Le Lord grand trésorier Walter de Stapledon rejette cette proposition, dont les avantages se seraient révélés douteux. En raison de cette protestation, la division suggérée par Beler n'est mise en œuvre qu'en juin 1324.

### Assassinat et conséquences
Le 19 janvier 1326, alors qu'il se rend de Kirkby à Leicester, Roger de Beler est tué à Rearsby par son cousin éloigné, Eustache Folville, à qui il avait déjà proféré des menaces de violence. D'après le chroniqueur Henry Knighton, Roger doit dîner avec Henri de Lancastre, 3e comte de Leicester et frère du comte Thomas, exécuté en 1322. Compte tenu de son adhésion aux Despenser, il a souvent été supposé que son assassinat a été conçu comme une attaque indirecte contre eux. La nomination d'Henri de Lancastre, pourtant hostile aux Despenser mais resté en bons termes avec Beler, comme l'un des hommes chargés de traduire les criminels devant la justice royale tendrait à confirmer que l'affaire résulterait davantage d'une querelle privée entre Roger de Beler et Roger la Zouch, le seigneur de Lubbesthorpe. Ce dernier est désigné comme l'instigateur du meurtre, et son cousin Eudo Zouche et un certain Robert de Hellewell sont accusés de complicité dans le meurtre. Apprenant le meurtre de Beler le 24 janvier, Édouard II ordonne l'arrestation des assassins, qui s'enfuient à Paris et voient leurs terres confisquées.
Le gang de Folville est exclu de l'amnistie générale offerte aux criminels du royaume par Édouard II le 28 septembre 1326. Il est finalement pardonné pour son rôle dans la mort de Roger de Beler le 11 février 1327, quelques semaines après la déchéance d'Édouard II. Si l'on envisage que le meurtre de Beler puisse être une attaque indirecte contre les Despenser, l'acte n'est alors certainement pas isolé : en juillet 1325, un adjoint d'un connétable d'un château des Marches galloises est brutalement attaqué, a les yeux déchirés et les membres brisés, tandis qu'en octobre 1325, le connétable du château de Conisbrough est assiégé dans son église. Propriétaire à sa mort de neuf domaines et d'autres terres répartis dans six comtés, Roger de Beler a pour héritier son fils aîné Roger, qui devient pupille de la couronne en raison de sa minorité et dont les terres sont placées sous la gestion de sa mère Alice. Roger est inhumé après sa mort en l'église Saint-Pierre de Kirkby, où un monument en albâtre aujourd'hui disparu le représente en tenue de chevalier.